# رابین اولدز
رابین اولدز (۱۴ ژوئیه ۱۹۲۲ – ژوئن ۱۴، ۲۰۰۷) خلبان آمریکایی و ژنرال نیروی هوایی آمریکا بود. او از بهترین‌های نیروی هوایی بود که در جنگ جهانی دوم و جنگ ویتنام ۱۶ پیروزی هوایی داشت. وی در سال ۱۹۷۳ با درجهٔ سرتیپ دومی بازنشسته شد.
او فرزند ژنرال نیروی هوایی و فارغ‌التحصیل وست پوینت رابرت اولدز بود که او را برای کسب تجربه در جوانی راهی تفنگداری نیروی هوایی کرد. اولدز هنگامی که هنوز جوان بود به عنوان خلبان در جنگ جهانی دوم حضور داشت و بعد از جنگ نیز در نیروی هوایی باقی ماند. به رغم اینکه در مأموریتها سرگروه بود اما پیشاپیش دسته پرواز می‌کرد. در تاریخ هوانوردی اولدز از نگاه هم قطارانش به عنوان بهترین فرمانده پرواز در جنگ ویتنام شناخته می‌شود، هم بخاطر مهارت بالایش در جنگ هوایی و هم بخاطر توانایی مدیریتش در اسکادران‌های پروازی.
اولدز پس از بازگشت از ویتنام به درجه سرتیپ دومی ارتقا درجه پیدا کرد و دیگر نمی‌توانست در پست‌های پروازی باشد. وی باقی‌مانده عمر خدمتیش را در پست‌های غیر پروازی مانند رئیس دانشکده افسری آکادمی نیروی هوایی یا بازرس کل نیروی هوایی سپری کرد. دلیل اینکه وی درجهٔ نظامی بالاتری نگرفت عقاید تکروانه اش و علاقه شدیدش به نوشیدن الکل بود.
اولدز در زندگی شخصی و حرفه‌ای اش حواشی زیادی داشت از جمله ازدواجش با بازیگر هالیوود الا رینز، هنگامی که وی جوان بود به عنوان ورزشکاری قدرتمند در دبیرستان و کالج شناخته می‌شود و در تیم آماتوری آمریکا در ورزش فوتبال آمریکایی در دوران کالج پست خط زن را داشت اولدز فلسفه زندگی یک خلبان را اینگونه شرح می‌دهد: "خلبانها همه جا هستند اینجا و آنجا، اما خلبان خوب بودن یک چیز ذاتی است و با آموزش بدست نمی‌آید اگر می‌خواهید خلبان خوبی شوید باید توانایی خطر کردن را داشته باشید ."

## کودکی
اولدز با نام «رابرت اولدز جونیور در هونولولو» در خانواده‌ای نظامی به دنیا آمد، بیشتر دوران کودکیش را در همپتون ویرجینیا گذراند و تدر آنجا به مدرسه ابتدایی و دبیرستان رفت. پدرش سروان (بعدها سرلشکر) بود که در دوران جنگ جهانی اول مربی پرواز بود همچنین بین سال‌های۱۹۲۲تا۱۹۲۵ آجودان سرتیپ بیلی میچل بود و از طرفداران بمباران استراتژیک در نیروی هوایی. مادرش الویس ویچمن نات اولدز، هنگامی که رابین چهار ساله بود درگذشت و او توسط پدرش بزرگ شد. رابین فرزند ارشد از چهار فرزند پسر خانواده بود و برادران کوچکترش به نام‌های استیون (۱۹۲۴) استرلینگ (۱۹۳۵) و فردریک (1936).
بعدها خانواده وی به لانگلی فیلد ویرجینیا نقل مکان کردند در آن سال‌ها اولدز نوجوان به‌طور مستمر با گروهی کوچکی از افسران نیروی هوایی در تماس بود (یکی از همسایه‌هایشان سروان کارل اسپاتز بود که بعدها اولین رئیس ستاد نیروی هوایی آمریکا گشت), در نتیجه این تعاملات علاقه شدیدی به خدمت هوایی پیدا کرد اما بشدت از پست‌هایی که نمی‌توانست در آن مهارت خود را به نمایش بگذارد بیزار بود. در ۱۰ نوامبر۱۹۲۵ پدرش به عنوان شاهد و نماینده بیلی میچل در دادگاهی راهی واشینگتن شد و رابین سه ساله را ملبس به یونیفورم نیروی هوایی با خود برد و عکاسان روزنامه‌ها عکس‌های وی در آن لباس را چاپ کردند.
اولدز اولین پروازش را در سن ۸ سالگی به همراه پدرش در هواپیمایی دوباله‌ای که توسط پدرش هدایت می‌شد انجام داد. در سن ۱۲ سالگی به قصد اینکه به اهدافش یعنی تبدیل به یک خلبان جنگی و بازیکن فوتبال شود راهی آکادمی نظامی وست پوینت شد.
در اول مارس۱۹۳۷ پدرش به فرماندهی اسکادران دوم بمب افکن‌های بی-۱۷ موسوم به دژ پرنده در پایگاه لانگلی فیلد منصوب شد و در ۷ مارس درجه سرهنگ دومی را دریافت کرد. اولدز سه سال پی در پی در دبیرستان همپتون عنوان شاگرد اول را به خود اختصاص داد. الدز به عنوان بازیکن همراه با تیم فوتبال دبیرستان قهرمان جام ایالتی ویرجینیا در سال ۱۹۳۷ شد وی به عنوان یک بازیکن پر انرژی توانست در آکادمی نظامی ویرجینیا، کالج دارموث حضور یابد و کمک هزینه تحصیلی به عنوان بازیکن فوتبال را از آن خود کند.
به جای ورود به دانشگاه پس از فارغ‌التحصیلی در سال ۱۹۳۹ وی در مدرسه مقدماتی نظامی که برای آماده‌سازی جوانان برای امتحانات ورودی آکادمی‌های نظامی است ثبت نام کرد در این هنگام مقارن شد با حمله المان به لهستان. وی سریعاً به نیروی هوایی سلطنتی کانادا ملحق شد اما پذیرش او را از این کار بازداشت. اولدز در امتحانات ورودی آکادمی نظامی آمریکا در وست پوینت قبول شد.
وی دعوتنامه‌ای از نماینده کنگره از پنسیلوانیا به نام جی بوئل اسنایدر دریافت کرد که وی را به انجمن مردان جوانان مسیحی دعوت می‌کرد، اولدز راهی یونیون تاون پنسیلوانیا شد و به همکاری با آن‌ها پرداخت. اولدز در اول ژوئن ۱۹۴۰ در آکادمی وست پوینت پذیرفته شد و هنگامی که وارد دانشکده نظامی می‌شد یک ماه از حمله ژاپن به پرل هاربر می‌گذشت به همین خاطر وی به مدرسه خلبانی اسپارتان واقع در تولسا اوکلاهاما فرستاده شد تا آموزش پرواز ببیند آموز ش وی یک سال به طول کشید و پس از کریسمس ۱۹۴۲ پایان یافت اولدز به وست پوینت برگشت در حالیکه بشدت مشتاق بود تا تحصیلات خود را هرچه سریعتر به اتمام برساند و راهی جبهه‌های جنگ شود.